# معدل إجهاد
معدل الإجهاد هو التغير في انفعال (تشوه) المادة مع الوقت.
يقيس معدل الإجهاد المعدل الذي تتغير به المسافة بين جزئين متجاورين من المادة مع الوقت وحول هذه النقطة. حيث يشمل كلا من معدل الانضغاط أو التقليص (معدل الانضغاط) وأيضا إجهاد أو تشوه المادة بواسطة إجهاد القص المستمر دون تغيير حجمه (معدل القص). المعدل يساوي الصفر في حالة لم تتغير المسافة كما يحدث عندما تتحرك الجزيئات في نفس المنطقة بنفس السرعة (بنفس السرعة والاتجاه) و/أو تدور بنفس السرعة الزاوية، كما لو كان الجزء من المادة جسما جامدا.

## التعريف
قُدّم تعريف معدل الإجهاد لأول مرة في عام 1867 من قبل عالم المعادن الأمريكي جيد لوكوك والذي عرفه بأنه «المعدل الذي يحدث عنده الإجهاد. وهو معدل تغير الإجهاد بمرور الوقت.» في الفيزياء يُعرّف معدل الإجهاد عموما بأنه مشتق من الإجهاد بمرور الوقت. ويعتمد التعريف الدقيق على طريقة قياس الإجهاد.

### التشوهات البسيطة
في السياقات البسيطة، قد يكفي رقم واحد لوصف الإجهاد ومن ثم معدل الإجهاد. على سبيل المثال، عند شد قطة طويلة ومتجانسة من المطاط تدريجيا عن طريق سحبها من طرفيها فإن الإجهاد يمكن تعريفه بأنه النسبة {\displaystyle } بين كمية الشد والطول الأساسي للمطاط:
{\displaystyle \epsilon (t)={\frac {L(t)-L_{0}}{L_{0}}}}
حيث {\displaystyle } هو طول المطاط الأصلي، {\displaystyle } طوله في كل زمن {\displaystyle }. ثم يصبح معدل الإجهاد:
{\displaystyle {\dot {\epsilon }}(t)={\frac {d\epsilon }{dt}}={\frac {d}{dt}}\left({\frac {L(t)-L_{0}}{L_{0}}}\right)={\frac {1}{L_{0}}}{\frac {dL}{dt}}(t)={\frac {v(t)}{L_{0}}}}
حيث {\displaystyle } هي السرعة التي تتحرك بها أطراف المطاط بعيدا عن بعضها البعض.

### الوحدات
الإجهاد هو في الأساس النسبة بين طولين، لذلك فهو كمية لا بُعدية (عدد لا يعتمد على اختيار وحدات القياس).